# USS O'Toole (DE-527)
USS O'Toole (DE-527) là một tàu hộ tống khu trục lớp Evarts được Hải quân Hoa Kỳ chế tạo trong Chiến tranh Thế giới thứ hai. Nó là chiếc tàu chiến duy nhất của Hải quân Mỹ được đặt theo tên Thiếu úy Hải quân John Albert O'Toole (1916-1942), người phục vụ trên tàu vận tải chuyển quân Joseph Huwes (AP-50) và đã tử trận tại Maroc vào ngày 8 tháng 11, 1942 khi tham gia Chiến dịch Torch; ông được truy tặng Huân chương Chữ thập Hải quân. Nó đã phục vụ cho đến khi chiến tranh kết thúc, xuất biên chế vào ngày 18 tháng 10, 1945 và xóa đăng bạ vào ngày 1 tháng 1ă, 1945. Con tàu bị bán để tháo dỡ vào năm 1946.

## Thiết kế và chế tạo
Những chiếc thuộc lớp tàu khu trục Evarts có chiều dài chung 289 ft 5 in (88,21 m), mạn tàu rộng 35 ft 1 in (10,69 m) và độ sâu mớn nước khi đầy tải là 8 ft 3 in (2,51 m). Chúng có trọng lượng choán nước tiêu chuẩn 1.140 tấn Anh (1.160 t); và lên đến 1.430 tấn Anh (1.450 t) khi đầy tải. Hệ thống động lực bao gồm bốn động cơ diesel General Motors Kiểu 16-278A nối với bốn máy phát điện để vận hành hai trục chân vịt; công suất 6.000 hp (4.500 kW) cho phép đạt được tốc độ tối đa 21 kn (24 mph; 39 km/h), và có dự trữ hành trình 4.150 nmi (4.780 mi; 7.690 km) khi di chuyển ở vận tốc đường trường 12 kn (14 mph; 22 km/h).
Vũ khí trang bị bao gồm ba pháo 3 in (76 mm)/50 cal trên tháp pháo nòng đơn có thể đối hạm hoặc phòng không, một khẩu đội 1,1 inch/75 caliber bốn nòng và chín pháo phòng không Oerlikon 20 mm. Vũ khí chống ngầm bao gồm một dàn súng cối chống tàu ngầm Hedgehog Mk. 10 (có 24 nòng và mang theo 144 quả đạn); hai đường ray Mk. 9 và tám máy phóng K3 Mk. 6 để thả mìn sâu.
O'Toole được đặt lườn tại Xưởng hải quân Boston ở Boston, Massachusetts vào ngày 25 tháng 9, 1943. Nó được hạ thủy vào ngày 2 tháng 11, 1943; được đỡ đầu bởi bà John A. O'Toole, vợ góa Thiếu úy O'Toole, và nhập biên chế vào ngày 22 tháng 1, 1944 dưới quyền chỉ huy của Hạm trưởng, Thiếu tá Hải quân Joseph G. Enzensperger, Jr.

## Lịch sử hoạt động
Sau khi hoàn tất việc chạy thử máy huấn luyện tại khu vực Bermuda, O'Toole tiếp tục phục vụ như tàu huấn luyện cho Trường Sonar Hạm đội tại Key West, Florida. Nó được cho tách ra vào ngày 15 tháng 7, 1944 để đi lên phía Bắc đến Casco Bay, rồi tiếp tục đi đến Norfolk, Virginia. Con tàu tháp tùng tàu sân bay hộ tống Tripoli (CVE-64) cho hành trình đi Recife, Brazil, và trong chặng quay về đã bảo vệ cho tàu sân bay hộ tống Solomons (CVE-67), về đến Norfolk vào ngày 25 tháng 8. Nó đi đến thành phố New York để gia nhập Đội hộ tống 80, và bắt đầu làm nhiệm vụ hộ tống các đoàn tàu vận tải vượt Đại Tây Dương sang Châu Âu.
Rời cảng New York vào ngày 9 tháng 9, O'Toole khởi hành cho chuyến hộ tống vận tải đầu tiên, phục vụ trong vai trò tàu chuyển tiếp liên lạc giữa Tư lệnh Đội đặc nhiệm 27.5 với Đoàn tàu NY 119. Đoàn tàu đi ngang qua quần đảo Azores để tiếp tục hướng đến Falmouth, Cornwall, Anh, đến nơi vào ngày 18 tháng 10. Vào ngày 8 tháng 11, con tàu khởi hành đi Reykjavík trong thành phần hộ tống cho chiếc tàu kéo Abnaki (ATF-96); rồi từ Iceland nó tiếp tục đi đến Norfolk, Virginia và New York, nơi nó gia nhập trở lại Đội hộ tống 80. Đến giữa tháng 12, nó lên đường hộ tống cho Đoàn tàu UGS 64 đi sang Bắc Phi, và quay trở về vào ngày 23 tháng 1, 1945. Chiếc tàu hộ tống khu trục tiếp tục hoàn tất một chuyến đi khác sang Địa Trung Hải vào tháng 4, và đang trên đường từ Algeria quay trở về nhà khi chiến tranh chấm dứt tại Châu Âu.
Về đến New York vào ngày 23 tháng 5, O'Toole hoạt động ngoài khơi bờ biển New England cho đến giữa tháng 7, khi nó đi đến Miami, Florida để phục vụ như một tàu huấn luyện. Con tàu hướng lên phía Bắc vào tháng 9, đi đến Charleston, South Carolina vào ngày 10 tháng 9, nơi nó được cho xuất biên chế vào ngày 18 tháng 10, 1945 và được rút tên khỏi danh sách Đăng bạ Hải quân vào ngày 1 tháng 11, 1945. Con tàu bị bán để tháo dỡ vào tháng 3, 1946.

## Phần thưởng[2]
|  |  |  |

| Huân chương Chiến dịch Hoa Kỳ | Huân chương Chiến dịch Châu Âu-Châu Phi-Trung Đông | Huân chương Chiến dịch Châu Âu-Châu Phi-Trung Đông | Huân chương Chiến thắng Thế Chiến II |